# Claude Piron
Pour les articles homonymes, voir Claude Piron (homonymie) et Piron.
 (septembre 2022).
Claude Piron, aussi connu sous le pseudonyme Johán Valano, né le 26 février 1931 à Namur en Belgique et mort le 22 janvier 2008 à Gland en Suisse, est un traducteur suisse, diplômé de l'École d'interprètes de l'université de Genève. Il fut aussi psychologue, pratiquant la psychothérapie et enseignant la psychologie. Il est l'auteur de nombreux livres écrits en espéranto dont certains sont utilisés pour l'apprentissage de cette langue.

## Biographie
Claude Piron nait le 26 février 1931 à Namur, en Belgique.

### Biographie professionnelle
Il a notamment travaillé en tant qu'interprète de chinois, d'anglais, de russe et d'espagnol. Après avoir quitté l'ONU, il travailla pour l'Organisation mondiale de la santé, entre autres en Afrique et en Asie. En 1968 il commença à pratiquer la psychothérapie, s'occupant surtout de supervision. Il a été chargé de cours à la Faculté de psychologie et des sciences de l'éducation de l'université de Genève (1973-1994).

### Un espérantiste
Claude Piron apprit l'espéranto dans l'enfance. Il utilisa cette langue dans de nombreux pays, y compris le Japon, la Chine, l'Ouzbékistan, divers pays d'Afrique et d'Amérique latine, et il l'enseigna à l'université de San Francisco (San Francisco State University, Humanities, 1981 et 1983). Il fut membre de l'Akademio de Esperanto, membre honoraire de l'Association universelle d'espéranto et membre de l’Esperantlingva Verkista Asocio (EVA).
Il a publié de nombreux articles en espéranto, en français et en anglais dans le domaine de la psychologie, de la communication interculturelle, des langues en général et de l'espéranto en particulier. Son œuvre en espéranto comprend une douzaine de romans, de nombreuses nouvelles, un recueil de poèmes et une cassette de chansons (traductions) sous le pseudonyme Johán Valano (et Johán Balano pour une œuvre érotique), en français quelques ouvrages sur des sujets psychologiques ou spirituels (le dernier — 2005 — s'intitule Dieu, mon psy et moi), ainsi qu'un essai sur la communication linguistique : Le défi des langues - Du gâchis au bon sens.

## Ouvrages

### Linguistique
Son ouvrage Gerda malaperis! est souvent utilisé comme premier livre de lecture après un premier cours d'espéranto tel que Lernu! ou Kurso de Esperanto. Il s'agit d'un roman policier, se limitant à une grammaire de base et à un vocabulaire réduit aux mots les plus fréquents dans les premiers chapitres, pour s'élargir progressivement à des structures plus complexes et introduire une petite liste de mots nouveaux à chaque chapitre.
- Lasu min paroli plu!, 1984.
- Vere aŭ fantazie, 1989.
- Vivi estas miri., 1995.
- Kiu estas Jozefo?
- Ili kaptis Elzan.
- Dankon, amiko!, 1990.
- Nouvelles, récits (sans date)
- Le défi des langues - Du gâchis au bon sens, L'Harmattan, Paris, 1994.
- Communication linguistique: Étude comparative faite sur le terrain.
- Espéranto : l'image et la réalité.
- Langue occidentale, l'espéranto?
- Espéranto : le point de vue d'un écrivain
- Psikologiaj aspektoj de la monda lingvoproblemo kaj de Esperanto.
- Collection de textes de Claude Piron.

### Littérature
- 1976 : Ĉu vi kuiras ĉine?, roman policier ;
- 1977 : Malmalice, poèmes ;
- 1978 : Ĉu li bremsis sufiĉe?, roman policier ;
- 1978 : Kiel personeco sin strukturas, discours ;
- 1980 : Ĉu li venis trakosme?, roman policier ;
- 1982 : Ĉu ni kunvenis vane?, roman policier ;
- 1982 : Ĉu ŝi mortu tra-fike?, roman policier ;
- 1986 : Ĉu rakonti novele?, nouvelles policières ;
- 1988 : Sen pardono, manuel ;
- 1992 : Esperanto el la vidpunkto de verkisto, brochure ;
- 1995 : La Dorsosako de Panjo Rut', avec Sándor Bakó, nouvelles ;
- 1997 : Tien, roman de science-fiction ;
- Tiaj ni estas (kun Sándor J. Bako, noveloj)
- 2001 : La kisa malsano. « Tiaj ni estas », Volume 2, avec Sándor J. Bako, nouvelles ;
- 2002 : La meteoro. « Tiaj ni estas », Volume 3, avec Sándor J. Bako, nouvelles ;

### Psychologie
La psychologie intégrative selon Baudouin, in N. DURUZ et al., Traité de psychothérapie comparée, chapitre 6, Grenoble-Paris, Médecine et Hygiène.